# Gastropteron
Gastropteron är ett släkte av snäckor. Gastropteron ingår i familjen Gastropteridae.
Gastropteron är enda släktet i familjen Gastropteridae.
Kladogram enligt Catalogue of Life:
| Gastropteron | \| \| Gastropteron chacmol \| \| \| \| \| \| Gastropteron cinereum \| \| \| \| \| \| Gastropteron pacificum \| \| \| \| \| \| Gastropteron rubrum \| \| \| \| \| \| Gastropteron vespertilium \| \| \| \| |
|              | \| \| Gastropteron chacmol \| \| \| \| \| \| Gastropteron cinereum \| \| \| \| \| \| Gastropteron pacificum \| \| \| \| \| \| Gastropteron rubrum \| \| \| \| \| \| Gastropteron vespertilium \| \| \| \| |
|              | Gastropteron chacmol |
|              | |
|              | Gastropteron cinereum |
|              | |
|              | Gastropteron pacificum |
|              | |
|              | Gastropteron rubrum |
|              | |
|              | Gastropteron vespertilium |
|              | |